# كريدي ليونيه

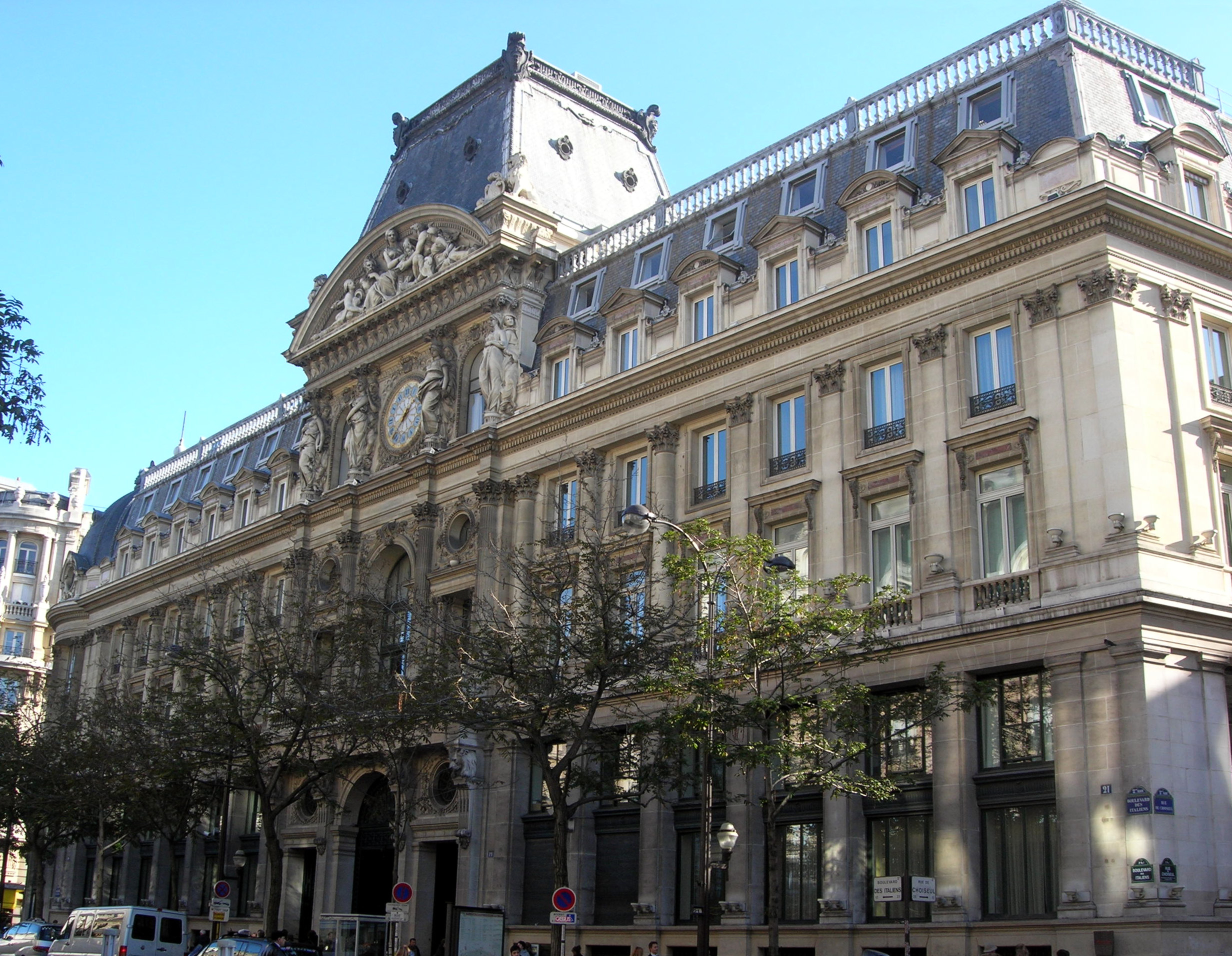
مقر كريدي ليونيه في باريس

كريدي ليونيه (بالإنجليزية: Crédit Lyonnais) هو بنك فرنسي تاريخي.
انشأ في أوائل تسعينيات القرن التاسع عشر، ويعد أكبر بنك فرنسي تملكه الدولة حسب الإحصائيات. تعرض كريدي ليونيه لسوء الإدارة خلال تلك الفترة التي أدت تقريبًا إلى إفلاسه في عام 1993. تم الاستحواذ على البنك من قبل المنافس السابق كريدي أجريكول في عام 2003.

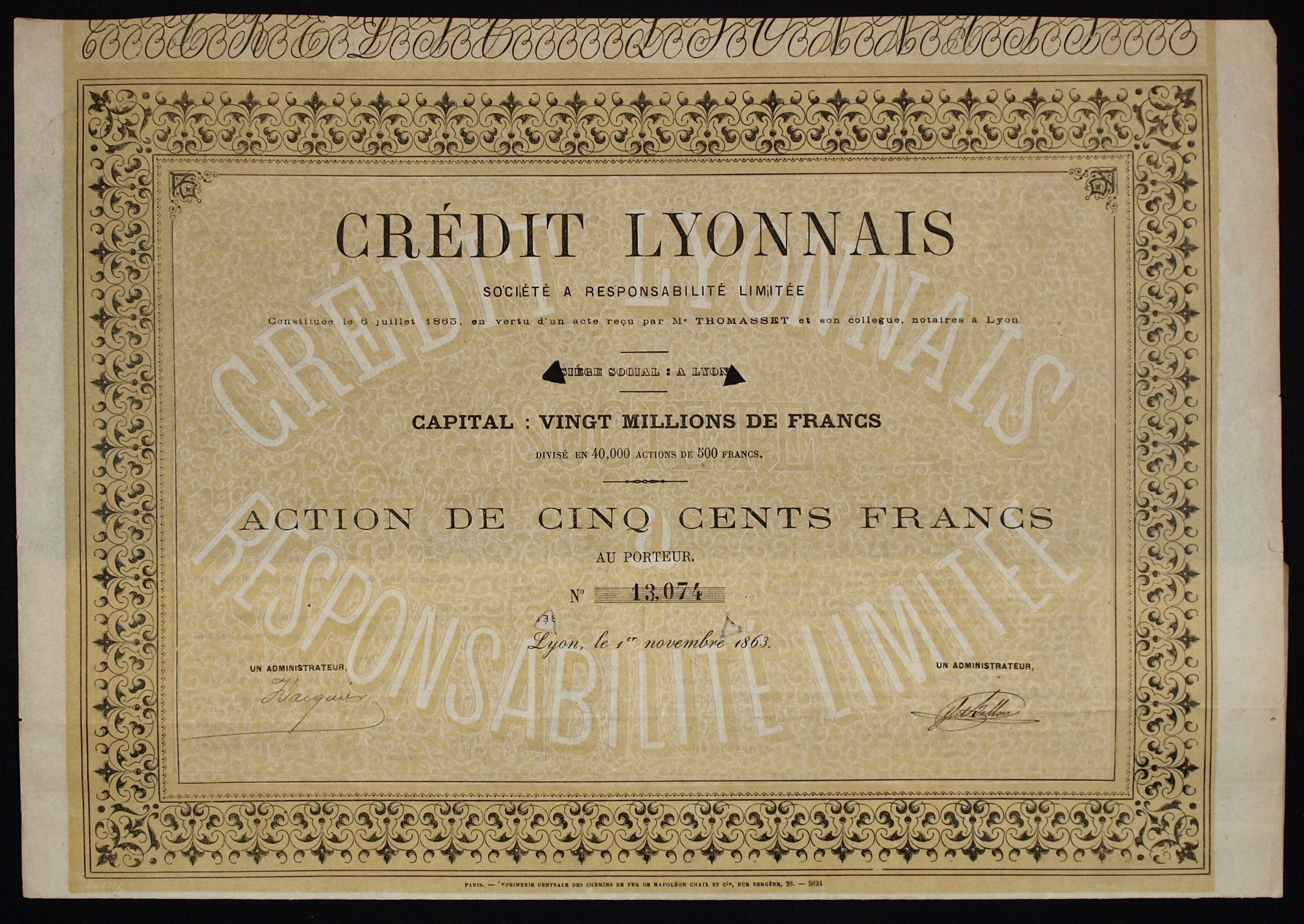
حصة كريدي ليونيه ، صدر 1. نوفمبر 1863

## روابط خارجية
- نبذة عن بنك كريدي ليونيه مع قائمة فروع فروع أجهزة الصراف الآلي وتفاصيل جهات الاتصال ورموز سويفت
- David McClintick, Anne Faircloth. "How an Italian thug looted MGM, brought Credit Lyonnais to its knees, and made the Pope cry". مؤرشف من الأصل في 2009-11-18.
- Documents and clippings about Crédit Lyonnais